# 금호고등학교 (서울)
금호고등학교(金湖高等學校)는 대한민국 서울특별시 성동구 금호동1가에 있는 공립 고등학교이다.

## 학교 연혁
- 2017년 3월 1일 : 초대 조호규 교장 취임
- 2017년 3월 2일 : 제1회 입학식 168명(남 67명, 여 101명)
- 2017년 5월 22일 : 개교식
- 2020년 2월 6일 : 제1회 졸업식 174명(남 72명, 여 102명)
- 2022년 2월 9일 : 제3회 졸업식 150명(남 65명, 여 85명)
- 2022년 3월 1일 : 제3대 김기철 교장 취임
- 2022년 3월 2일 : 제6회 입학식 159명(남 66명, 여 93명)

## 참고 자료
- 금호고등학교 - 한국교육학술정보원 학교알리미